# Banishers: Ghosts of New Eden
Banishers: Ghosts of New Eden é um jogo de RPG de ação desenvolvido por Don't Nod e publicado pela Focus Entertainment. O jogo foi lançado para Xbox Series X/S, Microsoft Windows e PlayStation 5 em 13 de fevereiro de 2024. Após o lançamento, recebeu críticas geralmente positivas dos críticos.

## Jogabilidade
banishers: Ghosts of New Eden é um RPG de ação em terceira pessoa. No jogo, o jogador assume o controle de uma dupla de caçadores de fantasmas chamados Antea Duarte e Red mac Raith. A dupla parte em missão para investigar uma pequena mas assombrada comunidade chamada Novo Éden, embora Duarte se torne um fantasma no processo. Os jogadores podem usar o armamento convencional de Raith e as habilidades espirituais de Duarte para combater inimigos hostis. No jogo, os jogadores terão que fazer inúmeras escolhas, influenciando a história do jogo.

## Trama
Em 1695, os Banishers e amantes Antea Duarte e Ruaidhrigh "Red" mac Raith viajam para a Nova Inglaterra colonial para atender ao chamado de seu amigo Charles Davenport para banir uma maldição particularmente poderosa que afligia a cidade do Novo Éden. A dupla descobre que a maldição prendeu o Novo Éden em um inverno eterno e ceifou a vida de muitos habitantes da cidade, incluindo o próprio Charles. Eles conhecem os líderes da cidade, governador Fairefax Haskell, a caçadora Thickskin Newsmith e o capitão Saul Pennington, bem como a viúva de Charles, Esther. Antea invoca o fantasma de Charles, que a avisa que um Pesadelo, o tipo de fantasma mais raro e poderoso, veio para assombrar o Novo Éden. Antea então relutantemente convence Charles a ascender à vida após a morte e deixar o reino mortal para sempre. Mais tarde naquela noite, Antea e Red tentam confrontar o Pesadelo, mas ela facilmente domina os dois, matando Antea e jogando Red de um penhasco. 
Red the acorda em uma caverna, tendo sido salva pela bruxa Seeker sob as ordens de seu mestre Siridean. O Seeker então se separa, deixando Red encontrar o próprio caminho de volta ao Novo Éden. Ele então encontra o fantasma de Antea, que concorda em ajudá-lo a se vingar do Pesadelo para que eles possam recuperar seu corpo e ela ascender adequadamente.  No entanto, Red também considera realizar um ritual sombrio que requer sacrifício humano para ressuscitar Antea. Eles encontram sobreviventes liderados por Thickskin e sua irmã Kate que fugiram do Novo Éden, que agora está totalmente sob o controle do Pesadelo. Eles banem um espírito maligno que assombra a área, apenas para descobrir que Thickskin abateu os membros "fracos" de seu grupo, enquanto Kate é cúmplice de sua amante Deborah Comenius ser executada como uma bruxa.  Red então escolhe entre poupar ou sacrificar Pele Grossa por seus crimes. Mais tarde, a dupla é liderada por Seeker para conhecer a própria Siridean. Siridean explica que a dupla precisa enfraquecer o Pesadelo destruindo seus fragmentos que vagam pelos arredores do Novo Éden, e então confrontar o Pesadelo diretamente no Vazio, onde ela é vulnerável.
Red e Antea então viajam pelos arredores do Novo Éden, onde encontram outros grupos de sobreviventes do Novo Éden liderados por Haskell e Pennington. Porém, em suas investigações para solucionar as assombrações que assolam os grupos. A dupla descobre evidências de que Haskell e Pennington foram os principais responsáveis pela prisão, julgamento e execução injustos de Deborah como bruxa, culpando-a como a fonte de uma praga que devastou o Novo Éden há vários anos. O Pesadelo é na verdade o espírito vingativo de Deborah, que voltou para se vingar de todo o Novo Éden. Red tem a opção de poupar ou sacrificar Haskell e Pennington por seus crimes. Durante esse período, Siridean falece de velhice, mas não antes de avisar Red e Antea que eles devem ter certeza de que ambos desejam a mesma coisa. 
Com o domínio do Pesadelo sobre o Novo Éden enfraquecido, a dupla se prepara para retornar à cidade, mas não pode fazê-lo sem a ajuda do Seeker. Enquanto procuram por Seeker, eles descobrem sua verdadeira identidade como Grace, filha de Pennington que foi misteriosamente exilada da cidade. Seeker os ajuda a entrar em um portal especial do Vazio que os levará ao Novo Éden, mas eles são forçados a lutar contra Naruku, um espírito maligno que Antea baniu quando criança. Ao chegar ao Novo Éden, eles enfrentam o Pesadelo, que descobrem ser um espírito de Retribuição que se alimenta da raiva de Deborah por sua morte injusta. Com a verdade de sua morte finalmente revelada, Deborah se recusa a ajudar Retribution por mais tempo, permitindo que Red e Antea a banam. Sem seu desejo de vingança, Deborah ascende à vida após a morte. 
Depois, existem vários finais dependendo das ações de Red:
- Se Red decidiu ressuscitar Antea e sacrificou a maioria dos habitantes da cidade, então ele ressuscitou Antea com sucesso e os dois deixaram o Novo Éden juntos. No entanto, ambos permanecem traumatizados pelo terrível pecado que cometeram e eventualmente começam a praticar magia negra.
- Se Red quebrar seu juramento de ressuscitar Antea ou deixá-la ascender, o ritual falha e a Retribuição retorna. Como punição por não ter ajudado Deborah, Retribution acelera o envelhecimento de Seeker, revelando que ela é Sirideana.  E como punição por não cumprir sua promessa a Antea, Retribution prende Red em um loop temporal onde ele é enviado de volta ao momento em que foi resgatado por Seeker, sem memória do que aconteceu.
- Se Red decidir não ressuscitar Antea, ele permitirá que ela suba. Dependendo de quantos outros espíritos ele convenceu a ascender em vez de bani-los, Red eventualmente aceita a morte de Antea e cria uma família para treinar como a próxima geração de Banishers, ou ele nunca se recupera da perda de Antea e faz a jornada. A Cuba para informar sua família de sua morte.

## Desenvolvimento e lançamento
Em 2019, Focus Entertainment e Don't Nod Entertainment lançaram um novo acordo de desenvolvimento após o sucesso de Vampyr e iniciaram a produção. É um “sucessor espiritual” de Vampyr. Banishers: Ghosts of New Eden foi revelado durante The Game Awards em dezembro de 2022. O jogo foi originalmente programado para lançamento para Microsoft Windows, Xbox Series X/S e PlayStation 5 em 7 de novembro de 2023. Em 26 de setembro, foi adiado para 13 de fevereiro de 2024, a fim de evitar uma janela de lançamento "intensa".

## Recepção
Banishers: Ghosts of New Eden recebeu críticas "geralmente favoráveis" dos críticos, de acordo com o site do agregador de comentários Metacritic.

## Referência
1. ↑  Lyons, Ben (1 de setembro de 2023). «The Revenant and Vampyr inspired Banishers: Ghosts of New Eden». Gamereactor UK (em inglês). Consultado em 1 de novembro de 2023
2. ↑  Stewart, Marcus (13 de julho de 2023). «Don't Nod's Banishers: Ghosts Of New Eden Arrives In November». Game Informer. Consultado em 13 de agosto de 2023
3. ↑  Smith, Rebecca (17 de fevereiro de 2023). «Don't Nod Project 12 Will Be a Brand New Large Scale Action RPG». PlayStation LifeStyle (em inglês). Consultado em 13 de agosto de 2023
4. ↑  «Banishers: Ghosts of New Eden interview: "Emotional material in a rather grim universe"». TrueAchievements (em inglês). 3 de fevereiro de 2024. Consultado em 6 de fevereiro de 2024
5. ↑  Plant, Logan (10 de dezembro de 2022). «Banishers: Ghosts of New Eden Announced - The Game Awards 2022». IGN. Consultado em 13 de agosto de 2023
6. ↑  Ngan, Liv (13 de julho de 2023). «Life is Strange studio's action RPG Banishers: Ghosts of New Eden gets release date». Eurogamer. Consultado em 13 de agosto de 2023
7. ↑  LeBlanc, Wesley (26 de setembro de 2023). «Don't Nod's Banishers: Ghosts Of New Eden Delayed To February». Game Informer (em inglês). Consultado em 6 de novembro de 2023
8. ↑  «Xbox Series X/Sreview». www.metacritic.com (em inglês). Consultado em 31 de março de 2024
9. ↑  «PC review». Metacritic. Consultado em 31 de março de 2024
10. ↑  «PS5 reviews». www.metacritic.com (em inglês). Consultado em 31 de março de 2024
11. ↑  «Banishers: Ghosts of New Eden». www.metacritic.com (em inglês). Consultado em 12 de fevereiro de 2024

## Ligações Externas
- Site da Don't Nod Entertainment
- Site da Focus Entertainment
- Site Xbox Store
- Site PlayStation Store